# Casa del Marquès del Masnou
Casa del Marquès del Masnou és una obra del municipi del Masnou protegida com a bé cultural d'interès local. Va pertànyer a Romà Fabra i Puig, que rebé el títol de marquès del Masnou l'any 1922.

## Descripció
Edifici civil. Format per una planta baixa i dos pisos, flanquejat a la seva façana per dos torres de planta octogonal coronades amb unes elevades teulades de pissarra, que limiten l'escalinata d'accés. Tots els elements compositius del conjunt arquitectònic, són propis del neoclàssic francès: ordres clàssics, balustrades, teulades de pissarra... L'edifici s'envolta d'un gran jardí amb llacs i glorietes.

### Glorieta
Situada al jardí, tancada amb enreixats de ferro. És de planta octogonal i s'aixeca sobre un conjunt de pedres irregulars col·locades de manera que sembli una estructura natural. El sostre, acabat en punta, només conserva l'estructura portant. S'hi accedeix per una escaleta amb baranes de ferro. Els motius decoratius i reganyols són sinuosos de manera que recorden l'estil modernista.
Hi ha una altra glorieta de planta rectangular, de la que només queda l'estructura portant de ferro i part de la fusta que la recobria. A la part central hi ha una coronació de ferro amb reganyols en la que s'inscriu la data de 1905.

## Història
Obra de l'arquitecte Salvador Vinyals i Sabaté, que començà a aixecar-lo l'any 1902 per encàrrec de Romà Fabra i Puig, primer marquès del Masnou. Abans, la finca es deia Can Valencià i pertanyia al municipi d'Alella, fins al 1845 aproximadament, quan el barri d'Alella de Mar es va annexionar al Masnou.
Durant la Guerra Civil va ser confiscada a Camil Fabra i de Monteys i s'hi va establir la seu del Laboratori Confederal d'Experimentacions. Durant la guerra va ser bombardejada.
A partir de l'any 1968, van començar les gestions per a la cessió gratuïta d'una part de la finca per construir-hi un institut d'ensenyament mitjà (actualment l'IES Mediterrània). Una immobiliària va comprar els terrenys de la finca i va cedir la casa al municipi en una escriptura a favor de l'Ajuntament amb data 21 de desembre de 1989.